# Antoniazzi
Gli Antoniazzi sono una nobile famiglia originalia di Monale, in provincia di Asti.
La leggenda familiare vuole che discenda dall'imperatore romano Antonino Pio.
Questa famiglia nel XIX secolo ha investito nella liuteria. I violini "Antoniazzi", in particolare quelli di Riccardo Antoniazzi e di suo fratello Romeo, sono importanti. Loro padre Gaetano ha avuto come apprendisti i più importanti liutai dell'epoca.
La famiglia si sparpagliò nel mondo per sfuggire nel 1940 al regime fascista di Mussolini.